# Llista de topònims de Garrigàs
Llista de topònims (noms propis de lloc) del municipi de Garrigàs, a l'Alt Empordà
Informació actualitzada per un bot. Els canvis manuals es perdran quan s'actualitzi!

## casa
| imatge | Nom                                        | Ubicat a         | instància de | Detalls                       | coordenades                                          | Protecció                                  | Commons (més fotos) | Dades a WD                    |
| ------ | ------------------------------------------ | ---------------- | ------------ | ----------------------------- | ---------------------------------------------------- | ------------------------------------------ | ------------------- | ----------------------------- |
|        | Can Marisc                                 | Garrigàs Ermedàs | casa         | Estil: arquitectura popular   | 42° 11′ 12″ N, 2° 56′ 18″ E / 42.1867°N,2.93831°E    | bé integrant del patrimoni cultural català |                     | Modifica les dades a Wikidata |
|        | Casa Francés                               | Garrigàs         | casa         | Estil: arquitectura eclèctica | 42° 09′ 53″ N, 2° 57′ 13″ E / 42.1646°N,2.95369°E    | bé integrant del patrimoni cultural català |                     | Modifica les dades a Wikidata |
|        | casa al carrer Doctor Silvestre Santaló, 2 | Garrigàs         | casa         | Estil: noucentisme            | 42° 11′ 32″ N, 2° 57′ 09″ E / 42.192298°N,2.952623°E | bé integrant del patrimoni cultural català |                     | Modifica les dades a Wikidata |

## castell
| imatge | Nom                 | Ubicat a          | instància de | Detalls                    | coordenades                                                               | Protecció                                            | Commons (més fotos)         | Dades a WD                    |
| ------ | ------------------- | ----------------- | ------------ | -------------------------- | ------------------------------------------------------------------------- | ---------------------------------------------------- | --------------------------- | ----------------------------- |
|        | Castell de Vilajoan | Garrigàs Vilajoan | castell      | Estil: arquitectura gòtica | 42° 09′ 53″ N, 2° 56′ 04″ E / 42.1647°N,2.93449°E                         | bé d'interès cultural bé cultural d'interès nacional | Castell de Vilajoan         | Modifica les dades a Wikidata |
|        | castell d'Arenys    | Arenys d'Empordà  | castell      |                            | 42° 09′ 57″ N, 2° 57′ 13″ E / 42.1658°N,2.95358°E ca:Veïnat de l'Església | bé d'interès cultural bé cultural d'interès nacional | Castell d'Arenys (Garrigàs) | Modifica les dades a Wikidata |

## edifici
| imatge | Nom                                       | Ubicat a | instància de | Detalls                     | coordenades                                          | Protecció                                  | Commons (més fotos) | Dades a WD                    |
| ------ | ----------------------------------------- | -------- | ------------ | --------------------------- | ---------------------------------------------------- | ------------------------------------------ | ------------------- | ----------------------------- |
|        | Central Hidroelèctrica d'Arenys d'Empordà | Garrigàs | edifici      | Estil: arquitectura popular | 42° 09′ 37″ N, 2° 57′ 27″ E / 42.1602°N,2.95746°E    | bé integrant del patrimoni cultural català |                     | Modifica les dades a Wikidata |
|        | Elements de façana a Vilajoan             | Garrigàs | edifici      |                             | 42° 09′ 54″ N, 2° 56′ 04″ E / 42.16491°N,2.934514°E  | bé integrant del patrimoni cultural català |                     | Modifica les dades a Wikidata |
|        | Elements de façana a Vilajoan II          | Garrigàs | edifici      | Estil: arquitectura popular | 42° 09′ 54″ N, 2° 56′ 05″ E / 42.165045°N,2.934714°E | bé integrant del patrimoni cultural català |                     | Modifica les dades a Wikidata |

## entitat singular de població
| imatge | Nom              | Ubicat a | instància de                                                                   | Detalls | coordenades                                                                                   | Protecció | Commons (més fotos) | Dades a WD                    |
| ------ | ---------------- | -------- | ------------------------------------------------------------------------------ | ------- | --------------------------------------------------------------------------------------------- | --------- | ------------------- | ----------------------------- |
|        | Arenys d'Empordà | Garrigàs | entitat singular de població ens local històric de Catalunya                   | 68 hab  | 42° 10′ 09″ N, 2° 57′ 21″ E / 42.169294°N,2.955765°E 73 msnm                                  |           | Arenys d'Empordà    | Modifica les dades a Wikidata |
|        | Ermedàs          | Garrigàs | entitat singular de població ens local històric de Catalunya                   | 21 hab  | 42° 11′ 12″ N, 2° 56′ 17″ E / 42.1868°N,2.93812°E ca:Desviació a la N-II, km 743,8 130 msnm   |           | Ermedàs             | Modifica les dades a Wikidata |
|        | Garrigàs         | Garrigàs | entitat singular de població ens local històric de Catalunya capital municipal | 326 hab | 42° 11′ 36″ N, 2° 57′ 16″ E / 42.19343°N,2.95438°E 110 msnm                                   |           |                     | Modifica les dades a Wikidata |
|        | Tonyà            | Garrigàs | entitat singular de població ens local històric de Catalunya                   | 39 hab  | 42° 12′ 21″ N, 2° 58′ 46″ E / 42.2058°N,2.97940833°E ca:Ctra. de Garrigàs a Vilamalla 52 msnm |           |                     | Modifica les dades a Wikidata |
|        | Vilajoan         | Garrigàs | entitat singular de població ens local històric de Catalunya                   | 16 hab  | 42° 10′ 00″ N, 2° 56′ 07″ E / 42.16675556°N,2.93521389°E 49 msnm                              |           | Vilajoan            | Modifica les dades a Wikidata |

## església
| imatge | Nom                             | Ubicat a         | instància de | Detalls                        | coordenades                                                                                      | Protecció                                  | Commons (més fotos)             | Dades a WD                    |
| ------ | ------------------------------- | ---------------- | ------------ | ------------------------------ | ------------------------------------------------------------------------------------------------ | ------------------------------------------ | ------------------------------- | ----------------------------- |
|        | Sant Joan                       | Garrigàs         | església     |                                | 42° 09′ 54″ N, 2° 56′ 04″ E / 42.1650240033505°N,2.93436097511798°E                              |                                            |                                 | Modifica les dades a Wikidata |
|        | Sant Miquel de Garrigàs         | Garrigàs         | església     | Estil: arquitectura romànica   | 42° 11′ 52″ N, 2° 57′ 00″ E / 42.1977°N,2.95012°E                                                | bé integrant del patrimoni cultural català | Sant Miquel de Garrigàs         | Modifica les dades a Wikidata |
|        | Sant Sadurní d'Arenys d'Empordà | Arenys d'Empordà | església     | Estil: arquitectura romànica   | 42° 09′ 58″ N, 2° 57′ 13″ E / 42.166°N,2.95356°E ca:Veïnat de l'Església                         | bé integrant del patrimoni cultural català | Sant Sadurní d'Arenys d'Empordà | Modifica les dades a Wikidata |
|        | Santa Llúcia de Tonyà           | Garrigàs         | església     | Estil: arquitectura popular    | 42° 12′ 30″ N, 2° 58′ 36″ E / 42.2083°N,2.97664°E ca:Ctra. de Garrigàs a Vilamalla, km 3 53 msnm | bé integrant del patrimoni cultural català | Santa Llúcia de Tonyà           | Modifica les dades a Wikidata |
|        | Santa Magdalena de Vilajoan     | Garrigàs         | església     | Estil: arquitectura romànica   | 42° 09′ 59″ N, 2° 56′ 06″ E / 42.1664°N,2.93487°E                                                | bé integrant del patrimoni cultural català | Santa Magdalena de Vilajoan     | Modifica les dades a Wikidata |
|        | Santa Maria d'Ermedàs           | Garrigàs Ermedàs | església     | Estil: art romànic a Catalunya | 42° 11′ 11″ N, 2° 56′ 18″ E / 42.1865°N,2.93826°E ca:Veïnat d'Ermedàs                            | bé integrant del patrimoni cultural català | Santa Maria d'Ermedàs           | Modifica les dades a Wikidata |

## masia
| imatge | Nom                 | Ubicat a | instància de | Detalls                     | coordenades                                                         | Protecció                                  | Commons (més fotos) | Dades a WD                    |
| ------ | ------------------- | -------- | ------------ | --------------------------- | ------------------------------------------------------------------- | ------------------------------------------ | ------------------- | ----------------------------- |
|        | Ca l'Estranya       | Garrigàs | masia        |                             | 42° 09′ 31″ N, 2° 57′ 36″ E / 42.1587223348802°N,2.96006608997969°E |                                            |                     | Modifica les dades a Wikidata |
|        | Cal Cuc             | Garrigàs | masia        |                             | 42° 11′ 48″ N, 2° 56′ 59″ E / 42.1966981833049°N,2.94967423467463°E |                                            |                     | Modifica les dades a Wikidata |
|        | Cal Ferrerot        | Garrigàs | masia        |                             | 42° 12′ 32″ N, 2° 58′ 36″ E / 42.2088293767685°N,2.97658283602761°E |                                            |                     | Modifica les dades a Wikidata |
|        | Cal Filarer         | Garrigàs | masia        |                             | 42° 09′ 57″ N, 2° 56′ 06″ E / 42.1658799424568°N,2.93494118873059°E |                                            |                     | Modifica les dades a Wikidata |
|        | Cal Ros             | Garrigàs | masia        |                             | 42° 09′ 58″ N, 2° 56′ 07″ E / 42.1661323133895°N,2.93527990557038°E |                                            |                     | Modifica les dades a Wikidata |
|        | Can Batlle          | Garrigàs | masia        | Estil: arquitectura popular | 42° 09′ 58″ N, 2° 56′ 04″ E / 42.1662°N,2.93456°E Vilajoan          | bé integrant del patrimoni cultural català |                     | Modifica les dades a Wikidata |
|        | Can Berenguer       | Garrigàs | masia        |                             | 42° 10′ 05″ N, 2° 57′ 21″ E / 42.1681235228311°N,2.95595602504951°E |                                            |                     | Modifica les dades a Wikidata |
|        | Can Bernades        | Garrigàs | masia        |                             | 42° 09′ 39″ N, 2° 57′ 25″ E / 42.1607206654922°N,2.95703852507801°E |                                            |                     | Modifica les dades a Wikidata |
|        | Can Borrassar       | Garrigàs | masia        |                             | 42° 09′ 50″ N, 2° 57′ 30″ E / 42.1638733953896°N,2.95835592820282°E |                                            |                     | Modifica les dades a Wikidata |
|        | Can Branya          | Garrigàs | masia        |                             | 42° 09′ 59″ N, 2° 56′ 04″ E / 42.1664831371169°N,2.93452895542562°E |                                            |                     | Modifica les dades a Wikidata |
|        | Can Camps           | Garrigàs | masia        |                             | 42° 09′ 53″ N, 2° 56′ 04″ E / 42.1647357915557°N,2.93434916703649°E |                                            |                     | Modifica les dades a Wikidata |
|        | Can Carbó           | Garrigàs | masia        |                             | 42° 12′ 04″ N, 2° 57′ 23″ E / 42.2011410621591°N,2.95638128120192°E |                                            |                     | Modifica les dades a Wikidata |
|        | Can Caules          | Garrigàs | masia        |                             | 42° 12′ 12″ N, 2° 58′ 28″ E / 42.2033891018038°N,2.97450134448855°E |                                            |                     | Modifica les dades a Wikidata |
|        | Can Compte          | Garrigàs | masia        |                             | 42° 12′ 03″ N, 2° 56′ 49″ E / 42.2007408069434°N,2.94694563129477°E |                                            |                     | Modifica les dades a Wikidata |
|        | Can Cortada         | Garrigàs | masia        |                             | 42° 09′ 50″ N, 2° 57′ 34″ E / 42.1637657387171°N,2.95953026276932°E |                                            |                     | Modifica les dades a Wikidata |
|        | Can Daunis          | Garrigàs | masia        |                             | 42° 09′ 52″ N, 2° 56′ 07″ E / 42.1645472617539°N,2.93541468665794°E |                                            |                     | Modifica les dades a Wikidata |
|        | Can Dorga           | Garrigàs | masia        |                             | 42° 09′ 54″ N, 2° 56′ 06″ E / 42.1650243960615°N,2.93505101976534°E |                                            |                     | Modifica les dades a Wikidata |
|        | Can Duran           | Garrigàs | masia        |                             | 42° 11′ 36″ N, 2° 57′ 26″ E / 42.1932878627822°N,2.95729503985952°E |                                            |                     | Modifica les dades a Wikidata |
|        | Can Formatger       | Garrigàs | masia        |                             | 42° 09′ 52″ N, 2° 57′ 33″ E / 42.1643060331879°N,2.95927569418228°E |                                            |                     | Modifica les dades a Wikidata |
|        | Can Gironella       | Garrigàs | masia        | Estil: arquitectura popular | 42° 11′ 30″ N, 2° 57′ 10″ E / 42.1917°N,2.95288°E                   | bé integrant del patrimoni cultural català |                     | Modifica les dades a Wikidata |
|        | Can Gou             | Garrigàs | masia        |                             | 42° 09′ 59″ N, 2° 56′ 51″ E / 42.166345662269°N,2.94741020634441°E  |                                            |                     | Modifica les dades a Wikidata |
|        | Can Jeroni          | Garrigàs | masia        |                             | 42° 12′ 01″ N, 2° 57′ 12″ E / 42.2003743262096°N,2.95334149589516°E |                                            |                     | Modifica les dades a Wikidata |
|        | Can Pastorella      | Garrigàs | masia        |                             | 42° 11′ 38″ N, 2° 57′ 14″ E / 42.1939709751174°N,2.95375799962055°E |                                            |                     | Modifica les dades a Wikidata |
|        | Can Pelegrí         | Garrigàs | masia        |                             | 42° 12′ 07″ N, 2° 58′ 26″ E / 42.2018218665935°N,2.97392054698737°E |                                            |                     | Modifica les dades a Wikidata |
|        | Can Pep Mascompte   | Garrigàs | masia        |                             | 42° 11′ 50″ N, 2° 56′ 58″ E / 42.1971483731155°N,2.94938318508736°E |                                            |                     | Modifica les dades a Wikidata |
|        | Can Pinto           | Garrigàs | masia        |                             | 42° 09′ 24″ N, 2° 57′ 47″ E / 42.1566158465727°N,2.96309352718221°E |                                            |                     | Modifica les dades a Wikidata |
|        | Can Puig            | Garrigàs | masia        |                             | 42° 09′ 51″ N, 2° 56′ 05″ E / 42.1642857199709°N,2.9347854451995°E  |                                            |                     | Modifica les dades a Wikidata |
|        | Can Salart          | Garrigàs | masia        |                             | 42° 09′ 58″ N, 2° 57′ 18″ E / 42.16619572941°N,2.9548677972958°E    |                                            |                     | Modifica les dades a Wikidata |
|        | Can Serra           | Garrigàs | masia        |                             | 42° 11′ 33″ N, 2° 57′ 12″ E / 42.1925567703727°N,2.9532503556058°E  |                                            |                     | Modifica les dades a Wikidata |
|        | Can Tallada         | Garrigàs | masia        |                             | 42° 10′ 00″ N, 2° 56′ 51″ E / 42.166588923742°N,2.94760370650296°E  |                                            |                     | Modifica les dades a Wikidata |
|        | Can Tià             | Garrigàs | masia        |                             | 42° 10′ 53″ N, 2° 57′ 29″ E / 42.1814357566599°N,2.95805378553267°E |                                            |                     | Modifica les dades a Wikidata |
|        | Can Torró           | Garrigàs | masia        |                             | 42° 12′ 02″ N, 2° 58′ 29″ E / 42.2005881676019°N,2.9746841632555°E  |                                            |                     | Modifica les dades a Wikidata |
|        | Can Trines          | Garrigàs | masia        |                             | 42° 11′ 37″ N, 2° 57′ 18″ E / 42.1936021914251°N,2.95495730755821°E |                                            |                     | Modifica les dades a Wikidata |
|        | Can Trompa          | Garrigàs | masia        |                             | 42° 09′ 57″ N, 2° 56′ 02″ E / 42.1659423502769°N,2.93382735176081°E |                                            |                     | Modifica les dades a Wikidata |
|        | Castell d'en Sistet | Garrigàs | masia        |                             | 42° 09′ 58″ N, 2° 57′ 11″ E / 42.1662220693708°N,2.9531728990515°E  |                                            |                     | Modifica les dades a Wikidata |
|        | Mas Borràs          | Garrigàs | masia        |                             | 42° 09′ 31″ N, 2° 57′ 16″ E / 42.1585851125676°N,2.95436480292914°E |                                            |                     | Modifica les dades a Wikidata |
|        | Mas Nita            | Garrigàs | masia        |                             | 42° 11′ 43″ N, 2° 56′ 49″ E / 42.195291919152°N,2.94685329429708°E  |                                            |                     | Modifica les dades a Wikidata |
|        | Mas Pagès           | Garrigàs | masia        | Estil: arquitectura popular | 42° 10′ 10″ N, 2° 57′ 22″ E / 42.1695°N,2.95602°E                   | bé integrant del patrimoni cultural català |                     | Modifica les dades a Wikidata |
|        | Mas Paterra         | Garrigàs | masia        |                             | 42° 11′ 41″ N, 2° 58′ 37″ E / 42.194736998601°N,2.9770693924484°E   |                                            |                     | Modifica les dades a Wikidata |
|        | Mas Renard          | Garrigàs | masia        |                             | 42° 12′ 39″ N, 2° 58′ 32″ E / 42.2107025031212°N,2.97566142144331°E |                                            |                     | Modifica les dades a Wikidata |
|        | Mas Santamaria      | Garrigàs | masia        |                             | 42° 11′ 57″ N, 2° 57′ 28″ E / 42.199234623017°N,2.9576878186661°E   |                                            |                     | Modifica les dades a Wikidata |
|        | Mas Vilà            | Garrigàs | masia        |                             | 42° 09′ 28″ N, 2° 57′ 30″ E / 42.1576589534254°N,2.95831158428277°E |                                            |                     | Modifica les dades a Wikidata |
|        | Mas d'en Duran      | Garrigàs | masia        |                             | 42° 11′ 30″ N, 2° 57′ 30″ E / 42.19172109473°N,2.95821654172321°E   |                                            |                     | Modifica les dades a Wikidata |
|        | Masnou              | Garrigàs | masia        |                             | 42° 11′ 44″ N, 2° 59′ 00″ E / 42.1954561169847°N,2.98326140876167°E |                                            |                     | Modifica les dades a Wikidata |
|        | Torre Serrà         | Garrigàs | masia        |                             | 42° 09′ 54″ N, 2° 57′ 18″ E / 42.1649349278135°N,2.95511081414532°E |                                            |                     | Modifica les dades a Wikidata |
|        | la Rectoria         | Garrigàs | masia        |                             | 42° 09′ 59″ N, 2° 57′ 12″ E / 42.1664743521314°N,2.95342694593937°E |                                            |                     | Modifica les dades a Wikidata |

## muntanya
| imatge | Nom         | Ubicat a | instància de | Detalls | coordenades                                                         | Protecció | Commons (més fotos) | Dades a WD                    |
| ------ | ----------- | -------- | ------------ | ------- | ------------------------------------------------------------------- | --------- | ------------------- | ----------------------------- |
|        | Puig Ferrer | Garrigàs | muntanya     |         | 42° 10′ 22″ N, 2° 56′ 51″ E / 42.17269722°N,2.94750278°E 107.9 msnm |           |                     | Modifica les dades a Wikidata |
|        | Puig Ros    | Garrigàs | muntanya     |         | 42° 11′ 09″ N, 2° 56′ 43″ E / 42.18584611°N,2.94523889°E 134.7 msnm |           |                     | Modifica les dades a Wikidata |
|        | Puig Sorrer | Garrigàs | muntanya     |         | 42° 09′ 18″ N, 2° 56′ 38″ E / 42.1549°N,2.94401°E 69 msnm           |           |                     | Modifica les dades a Wikidata |

## pont
| imatge | Nom            | Ubicat a | instància de | Detalls          | coordenades                                                         | Protecció | Commons (més fotos) | Dades a WD                    |
| ------ | -------------- | -------- | ------------ | ---------------- | ------------------------------------------------------------------- | --------- | ------------------- | ----------------------------- |
|        | Pont Ras       | Garrigàs | pont         | Travessa: Fluvià | 42° 09′ 40″ N, 2° 57′ 31″ E / 42.1610905417505°N,2.95870880684168°E |           |                     | Modifica les dades a Wikidata |
|        | Pont de l'Omar | Garrigàs | pont         |                  | 42° 10′ 33″ N, 2° 57′ 23″ E / 42.1759412210345°N,2.95633806134414°E |           |                     | Modifica les dades a Wikidata |

## Misc
| imatge | Nom                           | Ubicat a | instància de             | Detalls                                                            | coordenades                                                                                               | Protecció                                  | Commons (més fotos)    | Dades a WD                    |
| ------ | ----------------------------- | --- | ------------------------ | ------------------------------------------------------------------ | --- | ------------------------------------------ | ---------------------- | ----------------------------- |
|        | Barraca Berenguera            | Garrigàs | cabana                   |                                                                    | 42° 10′ 16″ N, 2° 57′ 12″ E / 42.1710495141183°N,2.95320566016083°E                                       |                                            |                        | Modifica les dades a Wikidata |
|        | Bosc Lladrós                  | Palau de Santa Eulàlia Garrigàs                                                                                                | bosc                     |                                                                    | 42° 10′ 56″ N, 2° 58′ 02″ E / 42.18214722222222°N,2.9672944444444447°E                                    |                                            |                        | Modifica les dades a Wikidata |
|        | Ermedas                       | Garrigàs | vèrtex geodèsic          |                                                                    | 42° 11′ 12″ N, 2° 56′ 17″ E / 42.18656°N,2.938176°E 143.92 msnm                                           |                                            |                        | Modifica les dades a Wikidata |
|        | Ermedàs i Vilajoan            | Garrigàs | antic municipi d'Espanya |                                                                    | 42° 11′ 05″ N, 2° 56′ 19″ E / 42.1847°N,2.9386°E                                                          |                                            |                        | Modifica les dades a Wikidata |
|        | Estació de Tonyà              | Garrigàs | estació de ferrocarril   |                                                                    | 42° 11′ 18″ N, 2° 59′ 07″ E / 42.188263°N,2.985282°E 52.9 msnm                                            |                                            |                        | Modifica les dades a Wikidata |
|        | La Torre de l'Estanyet        | Garrigàs | torre de defensa         | Estil: arquitectura popular                                        | 42° 12′ 06″ N, 2° 58′ 27″ E / 42.2017°N,2.97406°E 53 msnm                                                 | bé integrant del patrimoni cultural català | La Torre de l'Estanyet | Modifica les dades a Wikidata |
|        | Llinda de Can Baldiri         | Garrigàs | llinda                   | Estil: arquitectura popular                                        | 42° 11′ 33″ N, 2° 57′ 15″ E / 42.192591°N,2.954046°E                                                      | bé integrant del patrimoni cultural català |                        | Modifica les dades a Wikidata |
|        | Llobregat                     | Catalunya província de Barcelona Catalunya Central Àmbit Metropolità de Barcelona                                              | riu                      | Desemboca: mar Mediterrània Llarg: 175km Conca: 4948.3km²          | 42° 16′ 57″ N, 2° 00′ 46″ E / 42.282412°N,2.012826°E 41° 18′ 08″ N, 2° 07′ 55″ E / 41.302248°N,2.131948°E |                                            | Llobregat              | Modifica les dades a Wikidata |
|        | canal de la Infanta           | Molins de Rei Sant Feliu de Llobregat Sant Joan Despí Cornellà de Llobregat l'Hospitalet de Llobregat Zona Franca de Barcelona | canal                    | 1819 Llarg: 17.42km Ample: 4m Superfície: 3200ha Profunditat: 1.5m | 41° 24′ 35″ N, 2° 01′ 03″ E / 41.4096°N,2.01744°E                                                         |                                            | Canal de la Infanta    | Modifica les dades a Wikidata |
|        | casa consistorial de Garrigàs | Garrigàs | casa consistorial        |                                                                    | 42° 11′ 37″ N, 2° 57′ 15″ E / 42.1934823°N,2.9541769°E                                                    |                                            |                        | Modifica les dades a Wikidata |
|        | les Cases Noves               | Garrigàs | nucli de població        |                                                                    | 42° 09′ 48″ N, 2° 57′ 32″ E / 42.163209885643°N,2.9589223897818°E                                         |                                            |                        | Modifica les dades a Wikidata |
|        | riera de Rubí                 | Vallès Occidental Àmbit Metropolità de Barcelona                                                                               | curs d'aigua             | Desemboca: Llobregat Llarg: 13.5km                                 | 41° 27′ 46″ N, 2° 00′ 35″ E / 41.462906°N,2.009756°E ca:Riera de Rubí / Riera de les Arenes               |                                            | Riera de Rubí          | Modifica les dades a Wikidata |